# Марія Конопницька
Марі́я Васмловська, у шлюбі Конопни́цька або Конопніцька (пол. Maria Konopnicka; 23 травня 1842, Сувалки — 8 жовтня 1910, Львів) — польська феміністська письменниця; поетеса, новелістка, літкритикиня і публіцистка, авторка творів для дітей і юнацтва. Провідними темами творчості М. Конопницької були патріотизм, заклики до служіння народу, співчуття долі польських емігрантів до Америки. У новелістиці письменниця зверталась до історії польського національно-визвольного руху. Редагувала журнал для жінок «Світ».
Марія Конопницька — авторка «Роти» — неофіційного гімну Польщі. 
Про творчість Конопницької писали І. Франко та Леся Українка.

## Біографія
Рано осиротіла. Отримала домашню освіту. Навчалася в приватних навчальних закладах Варшави.
1862 року вступила в шлюб з Ярославом Конопницьким і жила в маєтку чоловіка Бронув. Сім'я була причетна до повстання 1863 року; побоюючись переслідувань, Конопницькі виїхали до Німеччини. У Бронув повернулися в 1865 році після оголошення амністії. У 1872 році чоловік був змушений продати Бронув і переїхати з Марією і шістьма дітьми в невеликий фільварок Гусин.
1877 року переїхала з дітьми до Варшави. Заробляла приватними уроками й літературною працею. З 1890 року довго жила за межею у зв'язку з хворобою однієї з дочок. У 1902 році з нагоди 25-річчя творчої діяльності одержала в дар від польської нації невеликий маєток у Жарновце поблизу Кросна в Галичині, де поселилася.
Відвідувала малу батьківщину Юліуша Словацького — Крем'янець.
Померла в санаторії Кисельки у Львові від пневмонії. Початково похована у гробівці Міхальських на Личаківському цвинтарі, згодом перепохована неподалік на полі 1-а. На могилі було встановлено бронзове погруддя авторства Люни Дрекслер, знищене під час II світової війни. Повторно відновлене за фотографіями 1956 року скульптором Володимиром Сколоздрою.

## Творчість

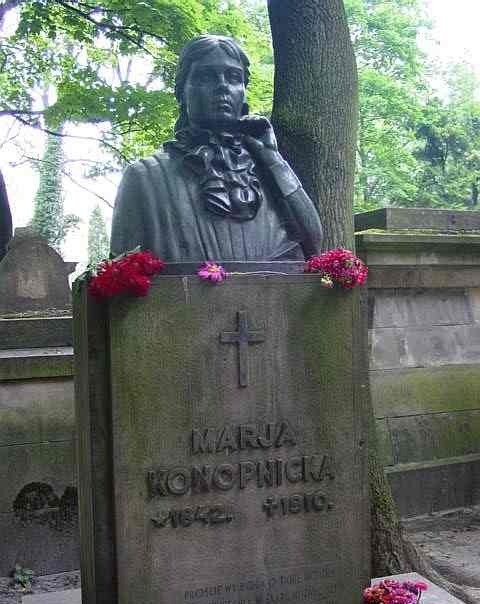
Надгробок на Личаківському цвинтарі у Львові

Дебютувала у пресі віршем «W zimowy poranek» («Зимовим ранком», 1870). У 1876 засади публікувати цикл віршів «W górach» («У горах») в газеті «Tygodnik Ilustrowany». Цикл приніс Конопницькій популярність, його високо оцінив Генрик Сенкевич. Основна тема творчості Конопницької — життя сільської й міської бідноти, проповідь служіння народу — звучить вже в першій її книзі віршів «Поезія» (т. 1, 1881). На фольклорних мотивах і поетиці засновані вірші збірки «Поезія» (т. 2, 1883; т. 3, 1886). У поезії Конопницької 1890-х рр. посилюються патріотичні мотиви й тема туги за батьківщиніою (збірки віршів «Поезія», т. 4, 1896; «Лінії й звуки», 1897).
У епічній поемі «Pan Balcer w Brazylii» («Пан Бальцер в Бразилії», 1892—1906, повне видання 1910), що оповідає про долі польських селян-емігрантів, надала емігрантським поневірянням символічне значення мученицького шляху народу, що знаходить зі стражданнями й боротьбою батьківщину.
До життя селянства, пізніше також і міського пролетаріату, до історії польського національно-визвольного руху зверталася у своїй новелістиці. Перші прозаїчні досліди сягають 1882 року. Спочатку наслідувала Болеслава Пруса, Генріка Сенкевіча, Елізу Ожешко. Перша збірка «Cztery nowele» («Чотири новели», 1888), за ним рушили збірки розповідей «Moi znajomi» («Мої знайомі», 1890), «Na drodze» («На дорозі», 1893), «Nowele» («Новели», 1897), «Ludzie i rzeczy» («Люди й речі», 1898), «Na normandzkim brzegu» («На Нормандському березі», 1904).
У 1884—1887 редагувала журнал для жінок «Swit». Користувалася псевдонімами Jan Sawa, Marko, Jan Warez.
Писала твори для дітей, деякі з яких не втратили популярності й досі.

## Українські переклади
Авторка поетичних збірок «Образки», «Лінії та звуки», «Італія», поеми «Пан Бальцер у Бразилії», книжок прози «Чотири новели», «Мої знайомі», «На дорозі», «На Нормандському березі», «Люди і речі».
Твори Конопницької українською перекладали Павло Грабовський, Володимир Масляк, Максим Рильський, Дмитро Павличко, Лариса Андрієвська, Роман Лубківський, Марія Пригара, В. Струтинський, Анатолій Глущак, Ярослава Павлюк.

## Вшанування
- Вулиця Конопніцької[6] у Львові.[7]
- Село Конопниця (Львівський район) названо на честь Марії Конопницької, яка мешкала тут у будиночку, який після смерті письменниці використовується як сільська школа.